# Pont aux Perches
Le pont aux Perches, ou petit pont de Meulan, franchit un bras non navigable de la Seine sur une longueur de cent mètres et relie la ville de Meulan à l'île du Fort. Il était autrefois prolongé entre l'île du Fort et la rive gauche (Les Mureaux) par le grand pont de Meulan, détruit en 1944 par les bombardements alliés.

## Historique
Ce pont est inscrit au titre des monuments historiques en 1965.